# Ceryx pleurasticta
Ceryx pleurasticta là một loài bướm đêm thuộc phân họ Arctiinae, họ Erebidae.